# Saint-Orens
Saint-Orens è un comune francese di 84 abitanti situato nel dipartimento del Gers nella regione dell'Occitania.

## Società

### Evoluzione demografica
Abitanti censiti